# Thallassionemertes leucocephala
Thallassionemertes leucocephala är en djurart som tillhör fylumet slemmaskar, och som beskrevs av Gibson och Scott D. Sundberg 200. Thallassionemertes leucocephala ingår i släktet Thallassionemertes och familjen Amphiporidae. Inga underarter finns listade i Catalogue of Life.